# Mad Dog and Glory
Mad Dog and Glory (conocida en Hispanoamérica como La chica del gángster o Perro Bravo y Gloria) es una película estadounidense de 1993 dirigida por John McNaughton y protagonizada por Robert De Niro, Uma Thurman y Bill Murray.

## Sinopsis
Wyne Dobie es un fotógrafo de la policía que termina salvando la vida de un gánster llamado Frank Milo. En agradecimiento, el maleante le ofrece la compañía de una hermosa chica llamada Gloria. Sin embargo, Wyne no quiere involucrarse demasiado en la vida del gánster y termina envuelto en toda una cantidad de problemas con Gloria y su malvado jefe.

## Reparto
- Robert De Niro: Wayne 'Mad Dog' Dobie.
- Uma Thurman: Gloria.
- Bill Murray: Frank Milo.
- David Caruso: Mike.
- Mike Starr: Harold.
- Tom Towles: Andrew.
- Kathy Baker: Lee.

## Recepción
Mad Dog and Glory ha recibido críticas positivas. El sitio de internet Rotten Tomatoes le otorgó un índice aprobatorio del 75% con un rating de 6.2 sobre 10, basado en 28 reseñas. En Metacritic cuenta con un índice promedio de 71 sobre 100, indicando reseñas generalmente favorables.